# Equus ferus caballus
Il cavallo (Equus ferus caballus Linnaeus, 1758) è un mammifero perissodattilo di medio-grossa taglia appartenente alla famiglia degli Equidi. Con l'avvento dell'addomesticamento si è distinto dal cavallo selvatico, di cui è considerato una sottospecie.
L'evoluzione del cavallo è cominciata dai 55 ai 45 milioni di anni fa e ha portato dal piccolo Hyracotherium con più dita, al grande animale odierno, a cui rimane un unico dito. L'essere umano ha iniziato ad addomesticare i cavalli più tardi rispetto ad altri animali, intorno al 5000 a.C. nelle steppe orientali dell'Asia (il tarpan), mentre in Europa lo si iniziò ad addomesticare non prima del III millennio a.C. I cavalli della sottospecie caballus sono tutti addomesticati, sebbene alcuni di questi vivano allo stato brado come cavalli inselvatichiti, diversi dai cavalli selvaggi che, invece, non sono mai stati addomesticati.
Uno studio del 2018 dell'Università del Kansas ha rivelato che anche i cavalli di Przewalski, precedentemente ritenuti gli ultimi cavalli selvaggi rimasti, sono in realtà i discendenti inselvatichiti di cavalli che erano già stati addomesticati 5 500 anni fa nel nord dell'attuale Kazakistan dal popolo Botai. Il cavallo ha accompagnato e accompagna l'uomo in una notevole varietà di scopi: ricreativi, sportivi, di lavoro e di polizia, bellici, politici, agricoli, ludici e terapeutici. Tutte queste attività hanno generato vari modi di cavalcare e guidare i cavalli usando ogni volta i finimenti più appropriati. L'uomo trae dal cavallo anche carne, latte, ossa, pelle e capelli, nonché estratti di urine e sangue per scopi farmaceutici.
La femmina del cavallo, chiamata giumenta, ha un periodo di gestazione (gravidanza) dei puledri di circa undici mesi, al termine dei quali il piccolo, una volta partorito, riesce a stare in piedi e a correre da solo dopo pochissimo tempo. Solitamente l'addestramento avviene dopo i tre anni di vita dell'animale. Dopo i sei anni è completamente adulto, con una prospettiva di vita che si aggira sui 25-30 anni. Il cavallo presenta un'elevata specializzazione morfologica e funzionale all'ambiente degli spazi aperti come le praterie, in particolare ha sviluppato un efficace apparato locomotore e un apparato digerente adatto all'alimentazione con erbe dure integrate con modeste quantità di foglie, ramoscelli, cortecce e radici.
Le razze di cavalli si dividono in base alla corporatura (dolicomorfi, mesomorfi e brachimorfi) e in base al temperamento (a sangue freddo, a sangue caldo e a sangue ardente, come i purosangue). Il tipo brachimorfo comprende i cavalli da tiro (Shire, Vladimir, Gypsy Vanner, ecc.), il tipo dolicomorfo le "razze leggere da sella" (purosangue inglese, arabo, trottatori, ecc.), mentre il tipo mesomorfo comprende le "razze da sella" (inglese e americana, Quarter Horse, trottatori, ecc.).
Secondo il Guinness dei primati il cavallo più grande esistito in epoca recente è stato Big Jake, alto 2,10 m al garrese e pesante 1180 kg.

## Etimologia
La parola cavallo deriva dal tardo latino căballus, che indicava però principalmente il cavallo da fatica o castrato, invece in latino "cavallo" si dice ĕquus, da cui il nostro equitazione. L'aggettivo ippico invece deriva dal greco antico: ἵππος?, híppos ("cavallo").

## Biologia
A seconda dell'età e del sesso ci si può riferire ad un cavallo in vari modi, alcuni mutuati dalla lingua inglese:
- Puledro: Cavallo con meno di due anni di vita[14]. Spesso si tende a chiamare puledro anche un cavallo fino agli 8 anni se esso dimostra comportamenti ancora infantili. Solitamente i puledri vengono svezzati dopo cinque o sette mesi, sebbene lo svezzamento possa essere attuato senza danni psicologici anche dopo il quarto mese[15]
- Colt: maschio di cavallo sotto i due anni[16][17]
- Filly: femmina di cavallo sotto i due anni[14]
- Giumenta: femmina adulta di cavallo[18]
- Stallone: maschio adulto di cavallo capace di riprodursi[19][20]
- Castrone: cavallo castrato di qualsiasi età[14]

Nell'ippica questi termini possono cambiare: ad esempio, nelle corse di purosangue inglesi che si svolgono nell'arcipelago britannico sono definiti "colt" e "filly" i cavalli con meno di cinque anni di vita, anziché quattro.
Per gran parte delle competizioni sportive l'età del cavallo è calcolata come se l'animale fosse nato il 1º gennaio nell'emisfero boreale e il 1º agosto nell'emisfero australe, a prescindere dal vero giorno di nascita. Un'eccezione è l'endurance equestre, dove l'età minima del cavallo per partecipare è calcolata dall'effettivo giorno di nascita.
A seconda della razza, della cura con cui è stato mantenuto e dal modo in cui si è sviluppato, il cavallo domestico ha una vita media variabile dai 25 ai 30 anni; più raramente supera i 40 anni di vita. Il record è detenuto da Old Billy, un cavallo del XIX secolo morto all'età di 62 anni.

### Denti
Alla nascita il puledro è apparentemente privo di denti, ma già dopo la prima settimana di vita spuntano gli incisivi superiori, ai quali seguiranno gli altri.
La dentatura da latte è composta da 24 denti: 6 incisivi superiori, 6 incisivi inferiori, 6 premolari superiori, 6 premolari inferiori.
Nell'adulto il numero dei denti dipende dal sesso: 40 nel maschio e 36 nella femmina, in particolar modo nel maschio sono presenti due canini (o scaglioni) superiori e due inferiori, che nella femmina compaiono raramente. In entrambi i casi la dentatura è caratterizzata da uno spazio vuoto di nuda gengiva denominato barra, tra incisivi e premolari nella femmina o tra canini e premolari nel maschio.
I denti sono un utile elemento di valutazione per determinare l'età del cavallo, sia per l'inclinazione visibile di profilo ("tutto sesto", "sesto ribassato", "sesto acuto"), che per l'usura, che più il cavallo è anziano, più sarà evidente.

### Apparato digerente
Il cavallo è un erbivoro monogastrico (= all'esofago segue direttamente un solo sacco stomacale) anche se in parte atipico, perché riunisce i vantaggi di una digestione sia enzimatica (quale è quella dei monogastrici), sia microbica (propria dei ruminanti). La digestione enzimatica permette di ottenere il miglior rendimento dai glucidi, lipidi, proteine, e vitamine, mentre le fermentazioni microbiche offrono la possibilità di trarre vantaggio da alimenti fibrosi e da un riciclo di azoto. Per questo motivo il cavallo si adatta molto bene a svariati tipi di regimi alimentari.
L'apparato digerente è formato da:
- bocca
- esofago
- stomaco
- intestino tenue (piccolo intestino)
- intestino crasso (grande intestino, formato da: crasso, colon e retto)

Fondamentale per una buona digestione, è la masticazione. In un cavallo infatti la capacità in litri dello stomaco è pari a 13-15 L mentre quella dell'intestino cieco è di 30-35 L. Per questo motivo il cibo si ferma nello stomaco solo per breve tempo, mentre permane a lungo nell'intestino nel quale avvengono le fasi più importanti del processo digestivo e di assimilazione (la digestione gastrica dura circa 6 ore, mentre quella intestinale va da 12 ore a 3 giorni!).

### Macchie e mantelli

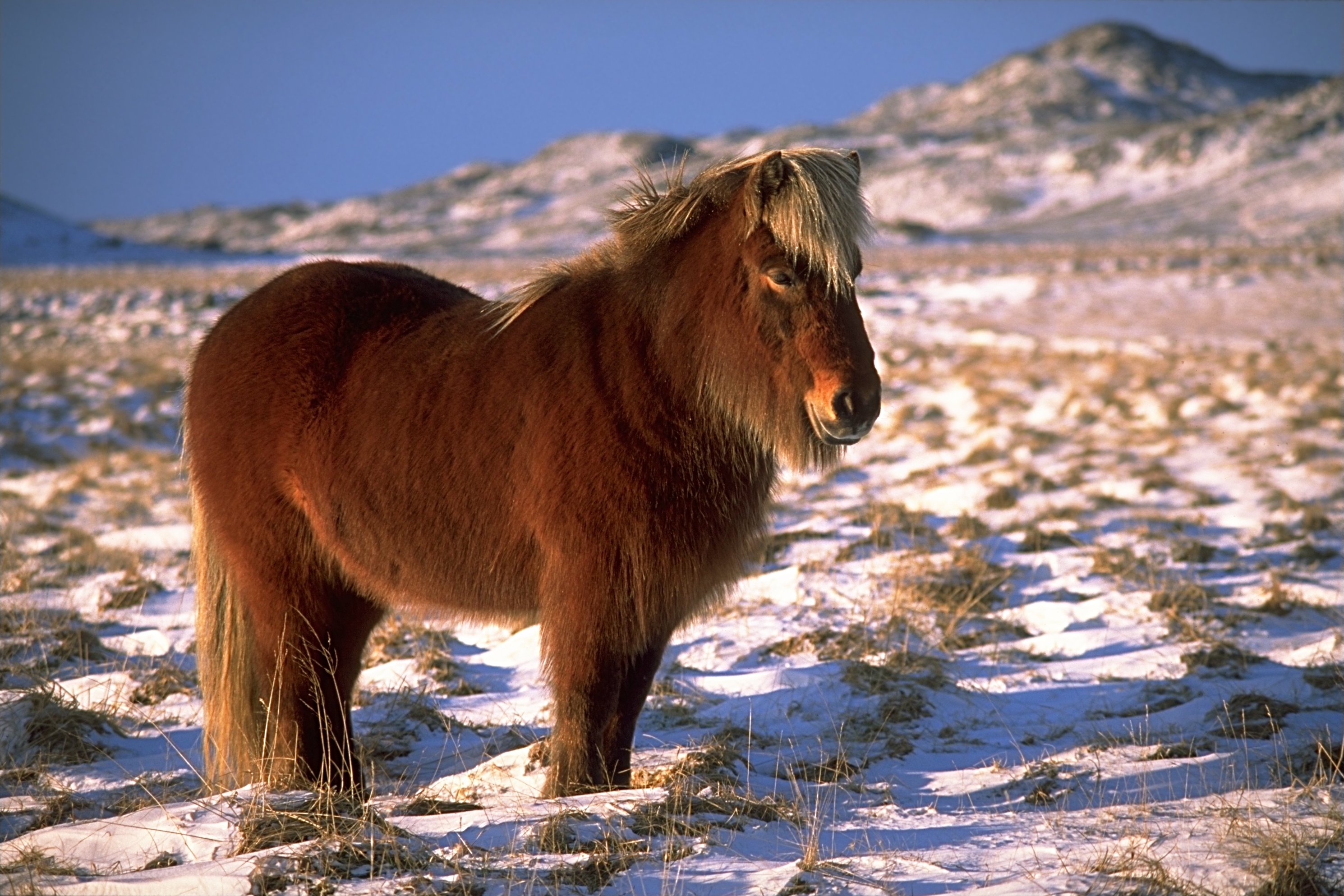
Cavallo islandese

La testa del cavallo può essere di colore uniforme o con chiazze bianche che possono essere classificabili in:
- La stella è una piccola macchia bianca a forma di rombo e ben definita sulla fronte del cavallo
- Il fiore è una piccola macchia bianca non ben definita sulla fronte del cavallo
- La lista è una lunga striscia bianca e stretta che, solitamente, parte dal ciuffo e arriva al naso ma può essere anche interrotta prendendo il nome di lista incompleta, oppure larga prendendo il nome di stella prolungata.
- La lista in bevente è uguale alla lista ma si prolunga fino alla bocca e può cadere di lato.
- La striscia: lunga e stretta striscia bianca che parte dal ciuffo e va a finire un po' sopra la bocca. Contorni abbastanza definiti.
- Il taglio: piccola macchia bianca in mezzo alle narici del cavallo, al di sopra della bocca. Contorni solitamente ben definiti e abbastanza visibili.
- Il bevente in bianco è una macchia bianca che interessa una o entrambe le labbra, chiamata anche infarinatura se si estende al di sopra delle narici.
- La bella faccia è una macchia bianca che comprende tutto il muso e, spesso, uno o entrambi gli occhi che diventano azzurri.

La testa in più è protetta dalla cosiddetta criniera, un ammasso di capelli che servono a proteggere la testa e il muso del cavallo dagli agenti atmosferici e dal freddo.
La testa e il corpo del cavallo possono presentare dei remolini ovvero dei punti in cui il pelo cambia direzione e possono essere classificabili in:
- Remolino semplice che si dirama intorno ad un punto centrale e sembra un piccolo vortice;
- Remolino spigato è una linea centrale che separa un tratto di peli indirizzato verso l'alto e un tratto verso il basso;
- Remolino sinuoso è un remolino la cui linea di separazione non è dritta ma a S mandando un ciuffo verso l'alto.

L'occhio, talvolta, può essere circondato da una sclera bianca e viene chiamato, in questo caso, occhio umano. È tipico della razza americana appaloosa.
I crini di cavallo maschio possono essere usati per gli archetti dei violini.

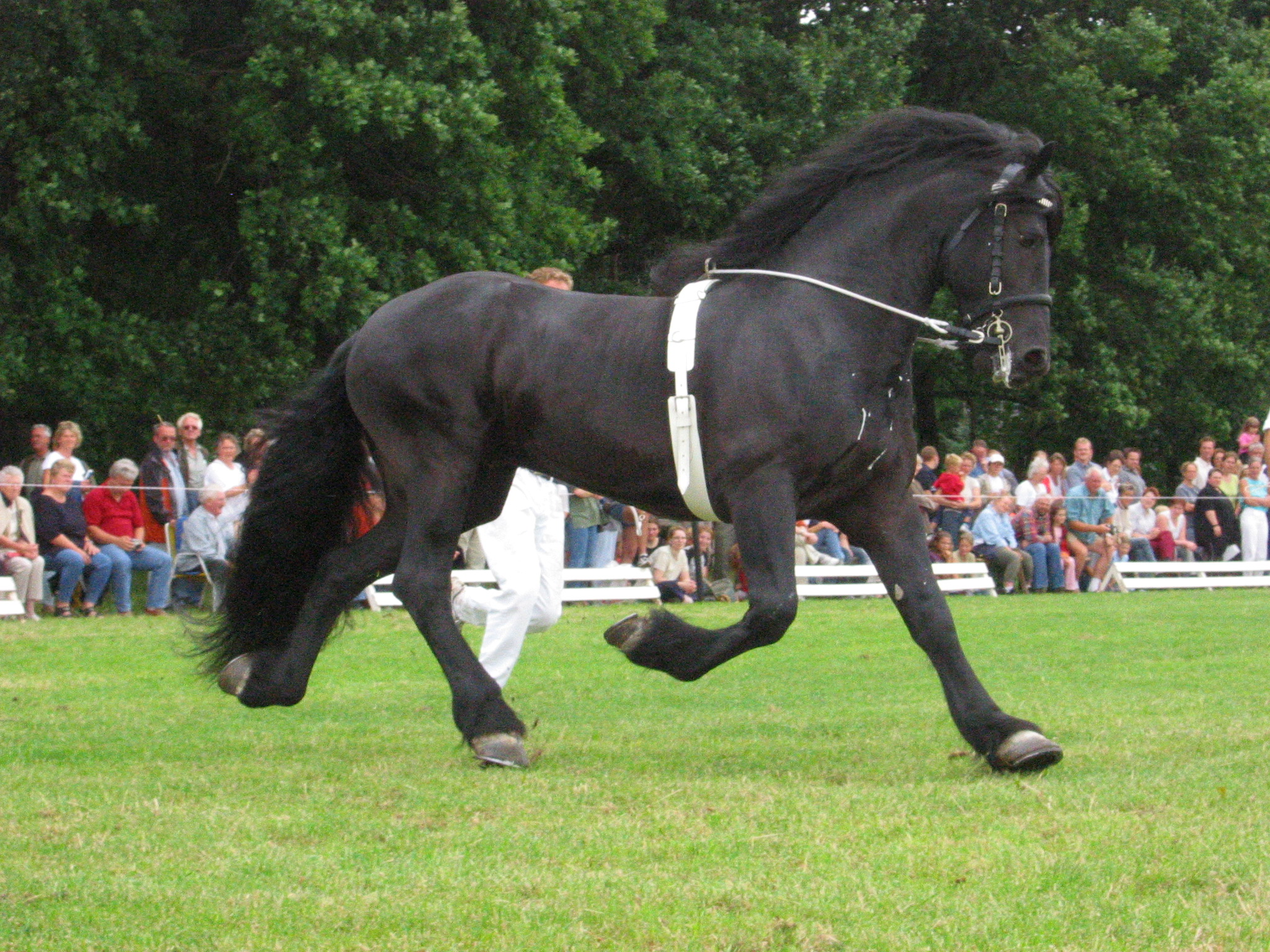
Un frisone col caratteristico mantello morello

Il mantello (o manto) è il complesso dei peli che rivestono il corpo del cavallo, proteggendolo dagli agenti atmosferici. Il suo colore e disegno è l'elemento tra i più significativi nella distinzione tra i soggetti, ogni animale, anche se apparentemente sembra dello stesso colore, nel mantello ha caratteristiche e particolarità che servono per il suo riconoscimento. Alcune razze hanno mantelli caratteristici. A volte può risultare difficile determinare l'esatta classificazione di un mantello. Fenotipicamente possiamo suddividere i mantelli in:
- Semplici: monocromatici
- Composti: a due colori separati; a due colori mescolati; a tre colori mescolati
- A due pelami: a componente bianca

I mantelli base sono:
- Baio: Il baio presenta crini ed estremità nere e corpo marrone in tutte le sue gradazioni. Il baio, essendo il mantello ancestrale del cavallo (gene Agouti), è il più diffuso.
- Morello: È un manto completamente nero che caratterizza alcune razze, come il Frisone e il Murgese; il morello (gene E) è dominante autosomico nei confronti del sauro (gene A).
- Sauro: È marrone rossastro o color zenzero. Può variare dal marrone chiaro ai colori più scuri. La coda e la criniera sono dello stesso colore del mantello, o leggermente più chiari o più scuri.

### Alimentazione
L'alimentazione di un cavallo deve essere equilibrata e funzionale al lavoro che svolge.
Se un cavallo vive al paddock e non lavora, l'erba disponibile durante le stagioni calde gli sarà sufficiente, in inverno invece gli basterà solo il fieno. Se invece il cavallo lavora regolarmente, avrà bisogno di cereali e mangimi concentrati che integrino il suo fabbisogno di carboidrati, proteine, grassi, fibre, vitamine e minerali.
L'ideale è farlo mangiare spesso, dividendo la quantità totale della sua alimentazione quotidiana. Ad esempio si può suddividere la dieta in 3 razioni di fieno e 3 di mangime, alternandole e seguendo la stessa routine ogni giorno. È importante comunque garantire minimo 3 pasti al giorno e sempre negli stessi orari. Se il cavallo non mangia erba fresca, dargli spesso mele e carote compenserà il fabbisogno di vitamine e minerali e lo renderà molto felice, visto che i cavalli adorano la frutta.
I principali alimenti per il cavallo, oltre a erba e fieno sono:
- fioccati a base di cereali, cioè mais, orzo, frumento, avena, segale,...
- mangimi pellettati, composti da ingredienti a scelta
- farine di cereali, da mescolare al mangime
- verdure e frutta, oltre ad essere una piacevole leccornia contengono molte vitamine e minerali

In estate è bene appendere al box dei rulli di sale che il cavallo leccherà per soddisfare la carenza di sali minerali data dalla disidratazione per il sudore. Esperti consigliano inoltre di somministrare i mangimi dopo averli lasciati a bagno nell'acqua per una notte intera, in modo da idratare adeguatamente il cavallo nei mesi caldi.

#### Regole
- Abbeverare sempre prima dei pasti;
- Somministrare sempre nell'ordine: fieno-concentrati;
- Non effettuare repentini cambiamenti di dieta;
- Non somministrare farine o crusche senza averle preventivamente bagnate;
- Affettare sempre carote, barbabietole, mele onde evitare ostruzioni
- Il cavallo non consumi la razione di fieno per terra se scuderizzato in quanto si può abituare al sapore delle profende con conseguenze all'apparato digerente, ma comunque in basso in modo da rispettare la posizione naturale del pascolo e permettergli di non ingerire e respirare la polvere;
- I semi di lino vanno dati sempre ben cotti a causa della loro tossicità;
- Nella stalla si può spargere un po' di sale oppure attaccare sul muro un blocco di sale

#### Cause del dimagrimento
- Mancanza di cibo totale o parziale dovuta a problemi ai denti, alle zampe, cattiva qualità di cibo
- Stress
- Diminuzioni stagionali di elementi nutritivi nei foraggi
- Convalescenze
- Cattivo assorbimento, diarrea cronica
- Carenze proteiche
- Parassitosi intestinali ed ectoparassiti (Pidocchi, zecche)
- Malattie croniche (enfisema)
- Malattie al fegato, pancreas, rene, cuore
- Gravidanza, allattamento
- Tumori
- Vecchiaia

### Riproduzione
Benché sia il maschio sia la femmina del cavallo raggiungano la maturità sessuale all'età di circa due anni, i primi istinti sessuali si manifestano al primo anno di vita ma in allevamento raramente vengono fatti riprodurre prima dei tre. Le cavalle rimangono fertili oltre il quindicesimo anno, mentre nei maschi la vita sessuale dura quasi tutta la vita. Durante l'anno l'attività sessuale è più spiccata da febbraio a luglio, con punte nei mesi di aprile, maggio e giugno, che insieme costituiscono la cosiddetta "stagione di monta", durante la quale lo stallone può compiere fino a due salti al giorno e i calori nella femmina sono più evidenti. I calori nelle femmine sono riscontrabili da tumefazione dei genitali esterni, arrossamento della mucosa vaginale ed emissione di un liquido vischioso, unitamente da una tendenza a scalciare, urinare e alzare la coda; lo stallone in calore è invece eccitato e inquieto, esibisce il flehmen, nitrisce spesso e presenta l'organo sessuale in erezione. Durando il ciclo estrale ventidue giorni, in caso di mancata fecondazione i calori nella cavalla si ripresentano dopo tre o quattro settimane, ogni volta con una durata variabile dai tre agli otto giorni.
Al termine della gestazione, che dura in media undici mesi e dieci giorni, nasce generalmente un solo puledro. Durante la gravidanza la fattrice non deve essere lasciata inattiva ma neanche sottoposta a lavori troppo gravosi, l'appetito aumenta, le mammelle si ingrossano e il carattere dell'animale è più tranquillo, mentre dopo il quinto mese l'addome si ingrossa assumendo un aspetto rotondeggiante. Nell'ultimo mese prima del parto la cavalla torna irrequieta, si alza e si corica spesso e le mammelle diventano turgide. Pochi giorni dopo il parto la cavalla può di nuovo essere fecondata. Il periodo di "convalescenza" post-parto dura un mese, dopo il quale la cavalla è in grado di svolgere un moderato lavoro. Lo svezzamento del puledro avviene dopo circa sei-sette mesi di allattamento.
I riproduttori vengono scelti tenendo conto dei fattori morfologici e funzionali. Generalmente i maschi non destinati alla riproduzione vengono castrati al fine di ottenere un animale più tranquillo per la monta, mentre vengono sterilizzati con la sola resezione dei dotti deferenti i maschi destinati al ruolo di "stallone ruffiano", cioè per accertarsi che la femmina sia davvero disposta all'accoppiamento onde evitare rifiuti con possibile danneggiamento allo stallone riproduttore.
Il cavallo è un animale longevo che può superare i 40 anni d'età, sebbene la vita media si aggiri tra i 25 e i 30 anni a causa di problematiche legate ai diversi lavori svolti dall'animale (traumi, malattie, inadeguatezza di cibo e stile di vita), sia per il costo elevato del mantenimento che rende controproducente tenere a lungo animali da reddito non più in grado di svolgere le attività per cui sono stati acquistati.

## Tassonomia ed evoluzione

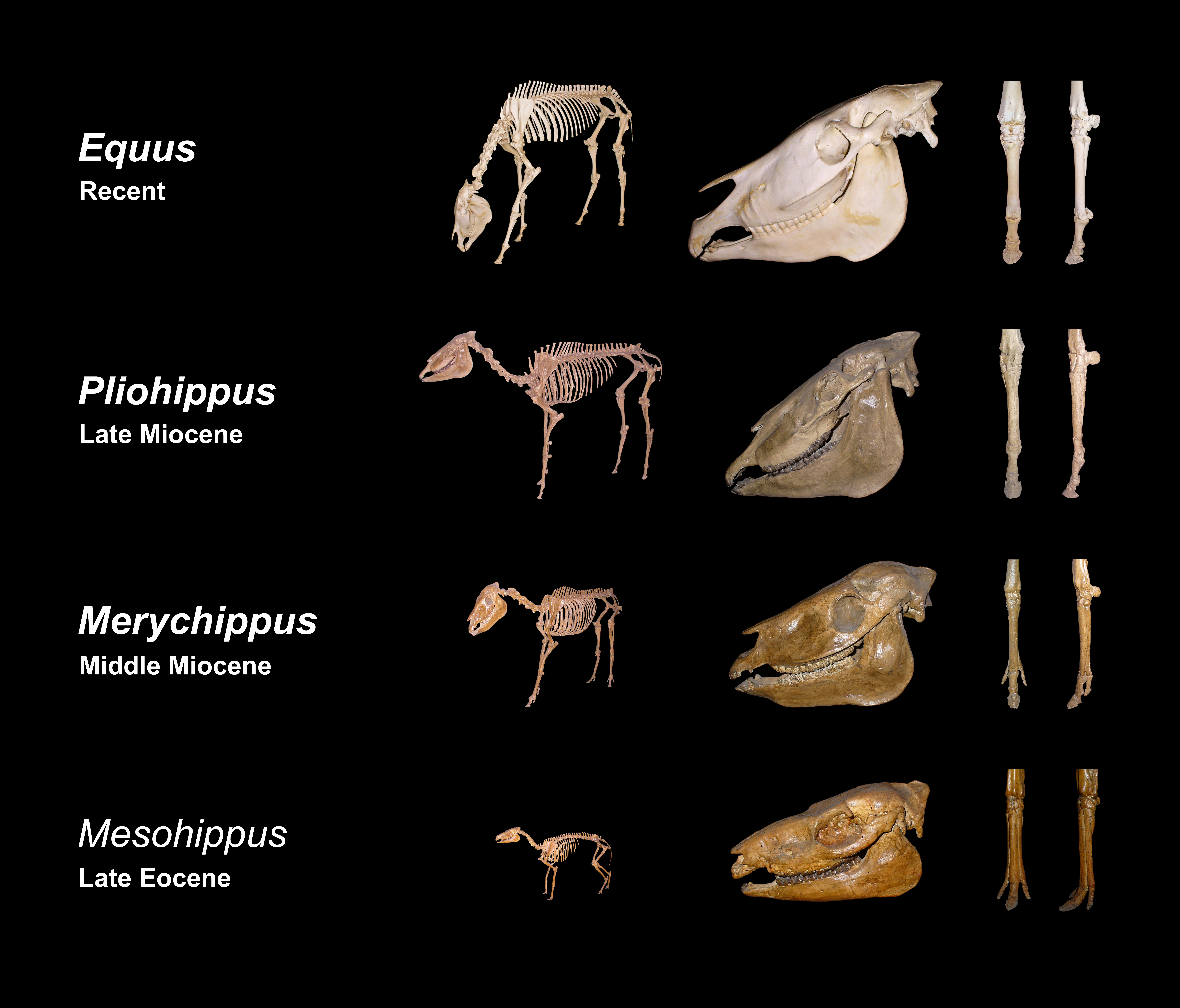
Evoluzione del cavallo con evidenziato lo sviluppo di scheletro, teschio e arti.

I progenitori del cavallo sono apparsi sulla Terra tra 45 e 55 milioni di anni fa; i biologi evoluzionistici, infatti, hanno una buona conoscenza del processo evolutivo cominciato all'inizio del Cenozoico che ha portato alla specie attuale, dato che si sono trovati vari resti: dal Sifrhippus e dall'Eohippus dell'Eocene inferiore si è passati all'Orohippus e all'Epihippus dell'Eocene medio e superiore, cui ha fatto seguito, nell'ordine, il Mesohippus e il Miohippus dell'Oligocene. Proprio dal Miohippus, o forse dal Parahippus nel Miocene, l'evoluzione ha portato al Merychippus e da questi al Pliohippus, vissuto nel Mio-Pliocene, arrivando quindi all'Equus del Pleistocene e infine all'Equus caballus del Neolitico. Tutti i cavalli attuali possono essere ricondotti a tre ceppi principali appartenenti a un'unica specie: gli estinti tarpan ed Equus robustus e il quasi estinto cavallo di Przewalski.

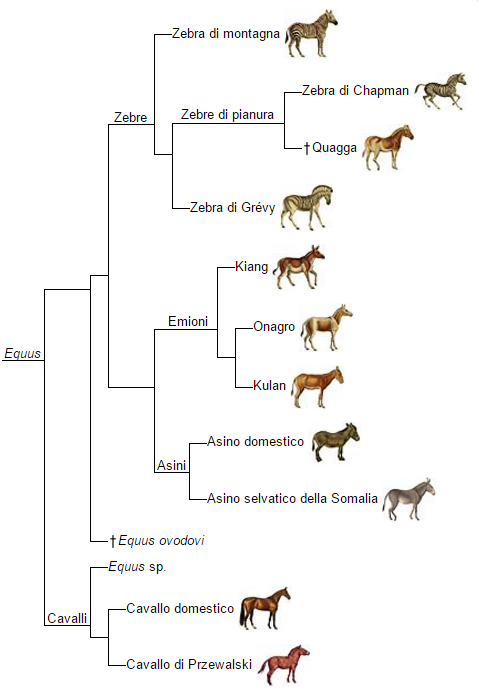
Albero filogenetico del genere Equus

Gli studi sui fossili dimostrano che il l'Eohippus aveva un'altezza non superiore a 30 cm al garrese, arti anteriori con quattro dita e posteriori con tre dita; il suo habitat naturale era la foresta ed aveva una dentatura tipica degli onnivori. Durante il processo evolutivo, svoltosi principalmente nel continente americano dal quale l'Equus migrò poi verso l'Asia, l'Europa e il Sud America, i suoi discendenti si adattarono progressivamente alla condizione di erbivori stretti e alla vita nelle praterie; la statura aumentò, gli arti divennero più lunghi, diminuì il numero delle dita e i denti si modificarono progressivamente aumentando in lunghezza e nei caratteri della superficie masticatoria. Il cavallo odierno, Equus caballus, e gli altri appartenenti del genere Equus poggiano sull'unico dito rimasto loro: il medio, mentre delle altre dita non rimane che il metacarpo, il metatarso e le castagnette. Nel corso dei millenni molte ramificazioni si sono anche estinte, come l'Anchitherium e l'Hypohippus, discendenti del Miohippus, o l'Hipparion e l'Hippidion, discendenti del Merychippus; anche il Pliolophus, contemporaneo dell'Eohippus ma vissuto in Europa, si estinse senza lasciare discendenti, mentre in America il cavallo si estinse per ragioni sconosciute circa diecimila anni fa, tornandovi solamente con la scoperta del continente da parte di Cristoforo Colombo.

### Popolazioni selvatiche e inselvatichite

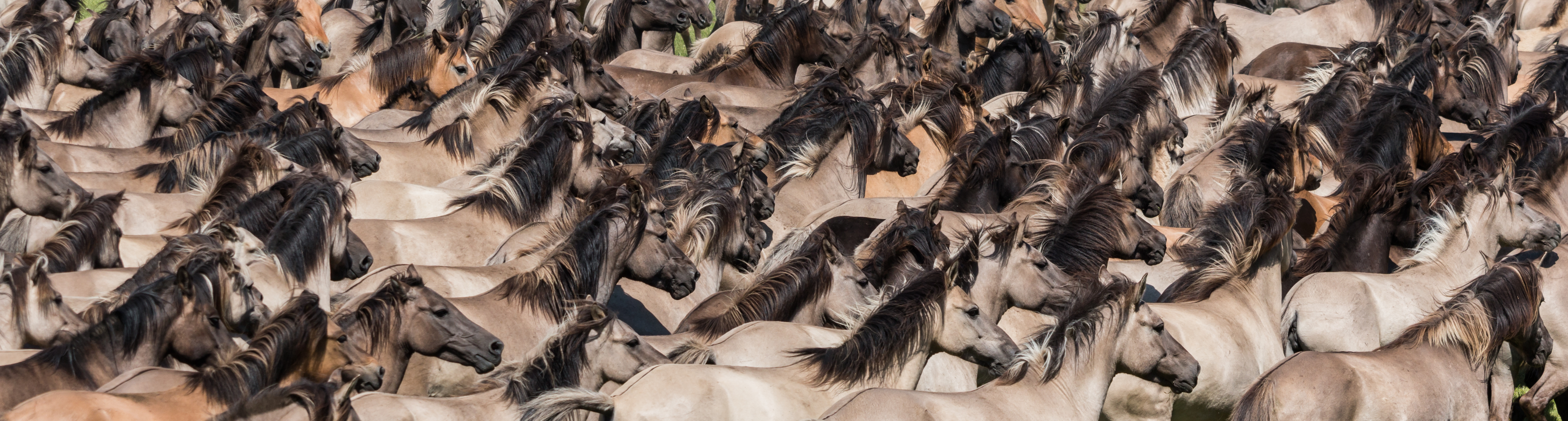
La cattura dei cavalli selvaggi che si tiene l'ultimo sabato di maggio nella riserva naturale di Merfelder Bruch vicino a Dülmen in Germania.

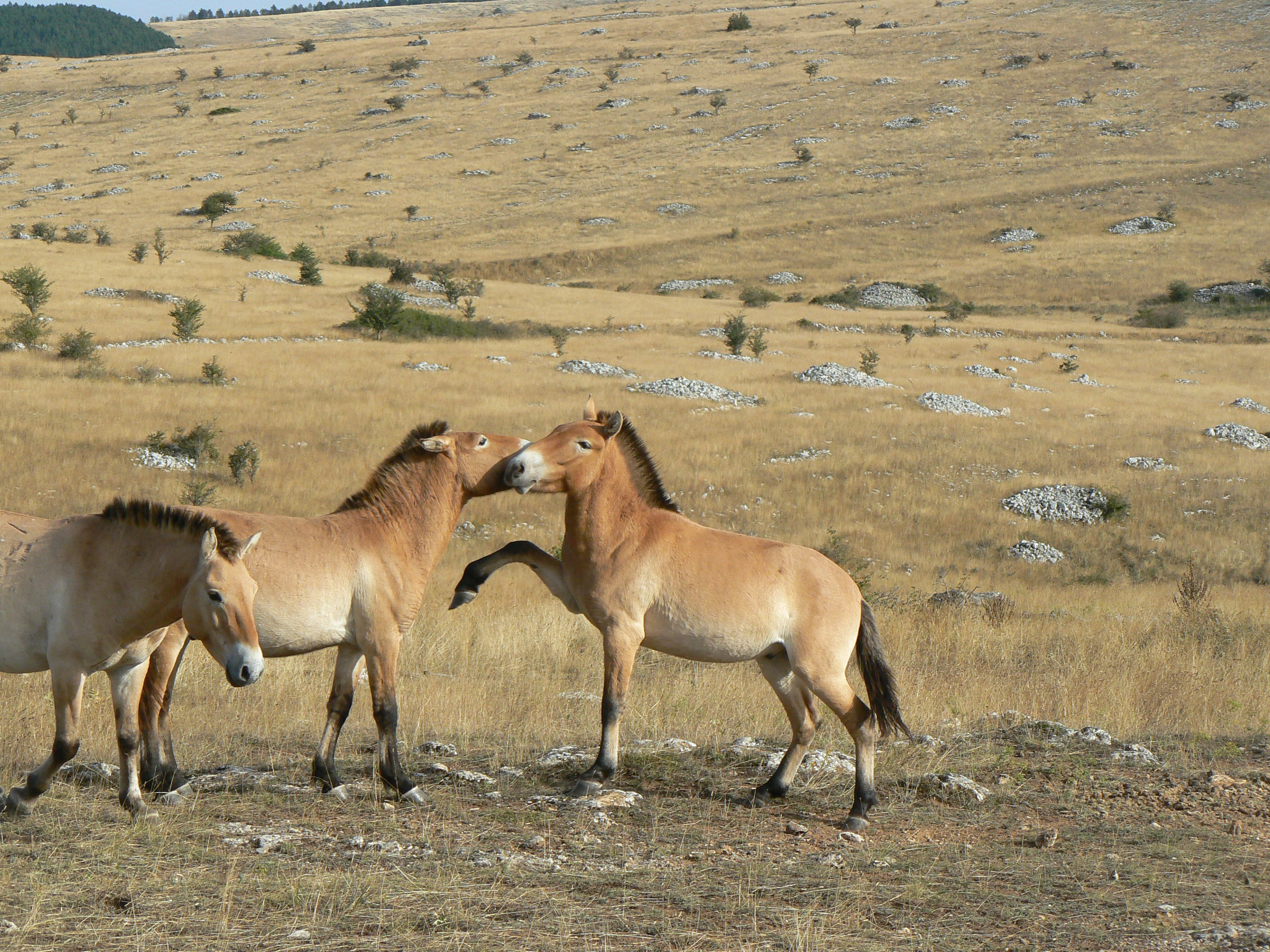
Un piccolo gruppo di cavalli di Przewalski.

Un cavallo selvaggio propriamente detto è un animale i cui progenitori non sono mai stati addomesticati dall'uomo. La maggior parte dei cavalli noti oggi come "selvaggi", ad esempio i famosi mustang americani, sono in realtà cavalli inselvatichiti, fuggiti o lasciati liberi dall'uomo. La storia scritta riporta solitamente due sottospecie di cavalli mai addomesticati, il tarpan e il cavallo di Przewalski.
Il cavallo di Przewalski (Equus ferus przewalskii), così chiamato in onore dell'esploratore russo Nikolaj Michajlovič Prževal'skij, conosciuto anche come "Mongolian Wild Horse", vive in Mongolia in pericolo di estinzione, portato in questo stato presumibilmente tra il 1969 e il 1992, anno in cui alcuni esemplari provenienti da numerosi zoo vennero reintrodotti nell'ambiente selvaggio.
Il tarpan, o "European Wild Horse" (Equus ferus ferus) era diffuso in Asia ed Europa, ma si estinse nel 1909 con la morte dell'ultimo esemplare in uno zoo russo, e con esso andò perduta anche la linea genetica. I tentativi di ricreare il tarpan hanno portato a cavalli simili, tutti però discendenti da cavalli addomesticati.
Periodicamente vengono proposte ipotesi di specie relitte di cavalli selvaggi, che tuttavia all'atto pratico risultano essere inselvatichiti o domestici. È il caso ad esempio del cavallo di Riwoche del Tibet, il cui codice genetico non è però diverso da quello di un cavallo domestico, o della sorraia portoghese, indicata come diretta discendente del tarpan ma in realtà, come dimostrano gli studi eseguiti sul DNA, più vicina ad altre specie, considerando anche che l'aspetto esteriore non può essere considerato una prova solida.

## Domesticazione

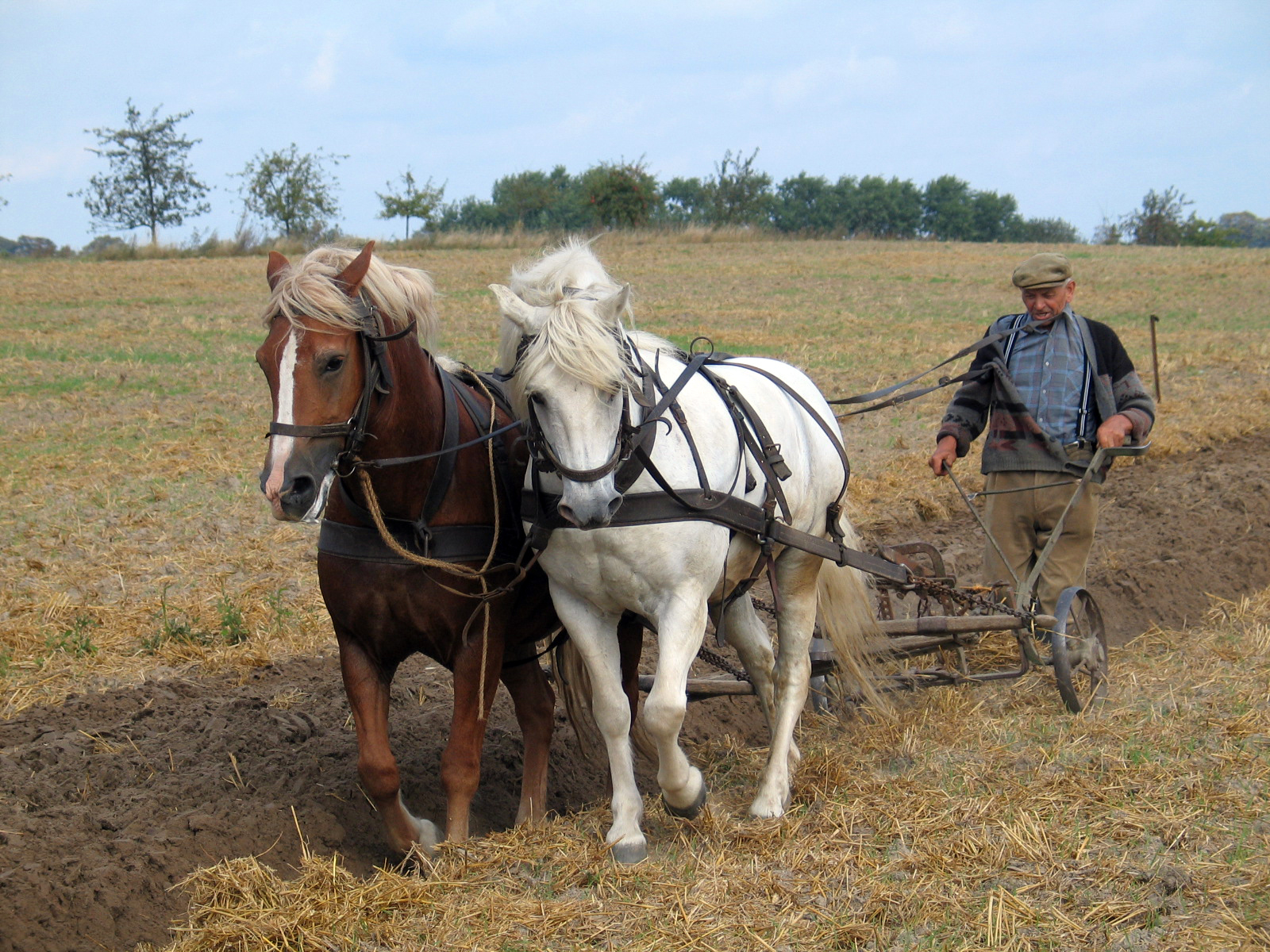
Cavalli che arano un campo

Sopravvissuto in Europa e Asia, la prima evidenza storica dell'addomesticamento del cavallo si ha in Asia centrale verso il 3.000 a.C. Nelle zone dell'Asia centrale e meridionale il cavallo fu addomesticato dagli allevatori di stirpe mongola, che diedero vita all'Impero mongolo proprio grazie alla forza e all'astuzia dell'esercito di guerrieri a cavallo. Secondo altri studiosi, l'addomesticamento risale a 6.000 anni fa nell'Età del rame presso la cultura di Srednij Stog fiorente in Ucraina.

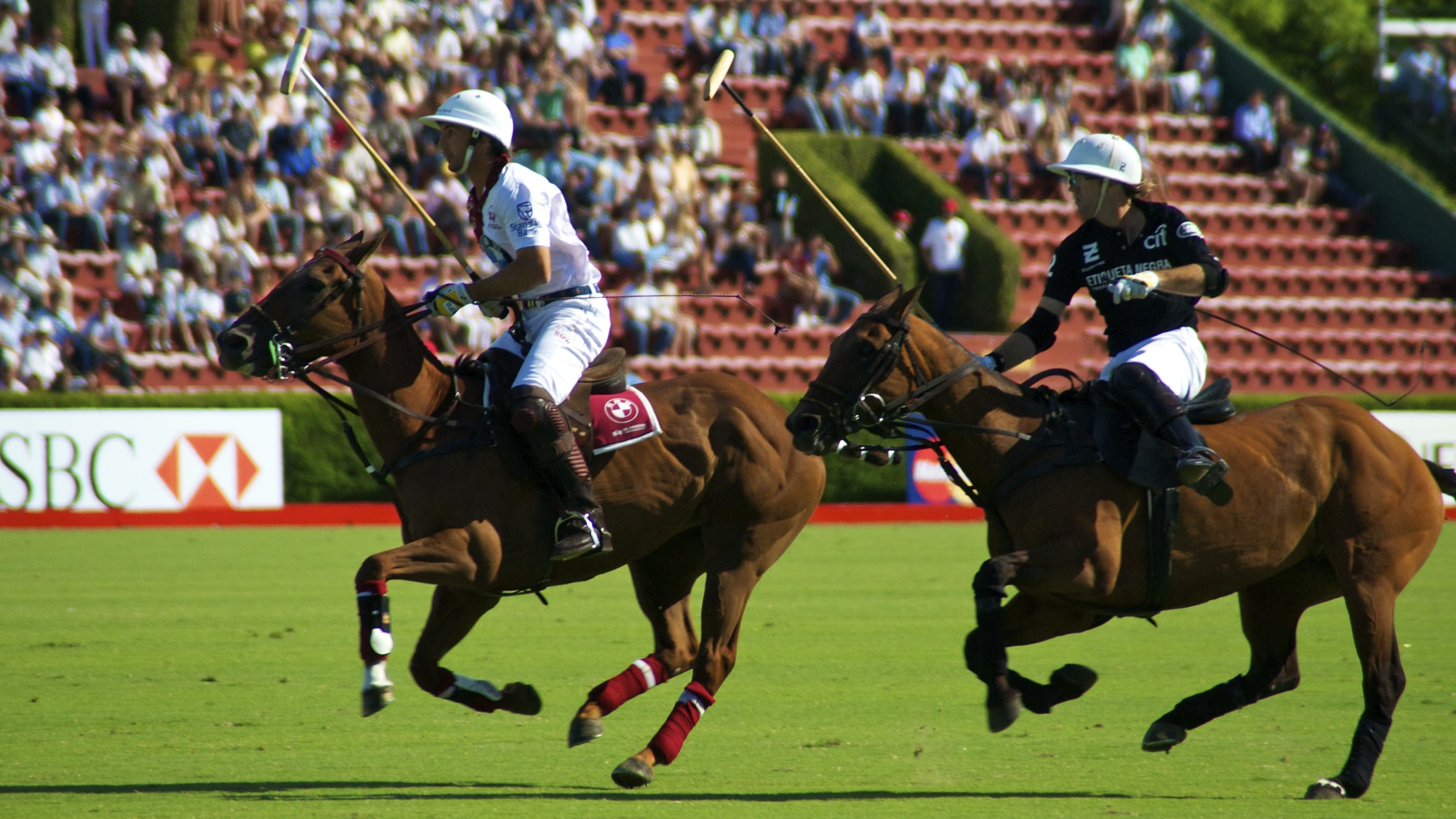
I cavalli sono utilizzati anche nello sport

Per quanto riguarda l'Europa, l'uso del cavallo fu appreso prima da popoli tradizionalmente associati alla sfera indoeuropea, come gli Ittiti o i Hurriti di Mitanni, che potrebbero averne diffuso l'uso in Mesopotamia. Le prime documentazioni scritte sul cavallo risalgono al 2300-2100 a.C.: antichi documenti sumeri, dove il cavallo è chiamato anshe-kur-ra, cioè "asino di montagna". Tuttavia i popoli mesopotamici gli preferirono l'asino; l'uso bellico del cavallo (ad opera dei popoli indoeuropei) era principalmente nel carro da guerra.
Nei popoli hittiti, prima che negli altri popoli, la società ebbe una classe sociale di cavalieri: i "maryannu", ovvero "giovani cavalieri".

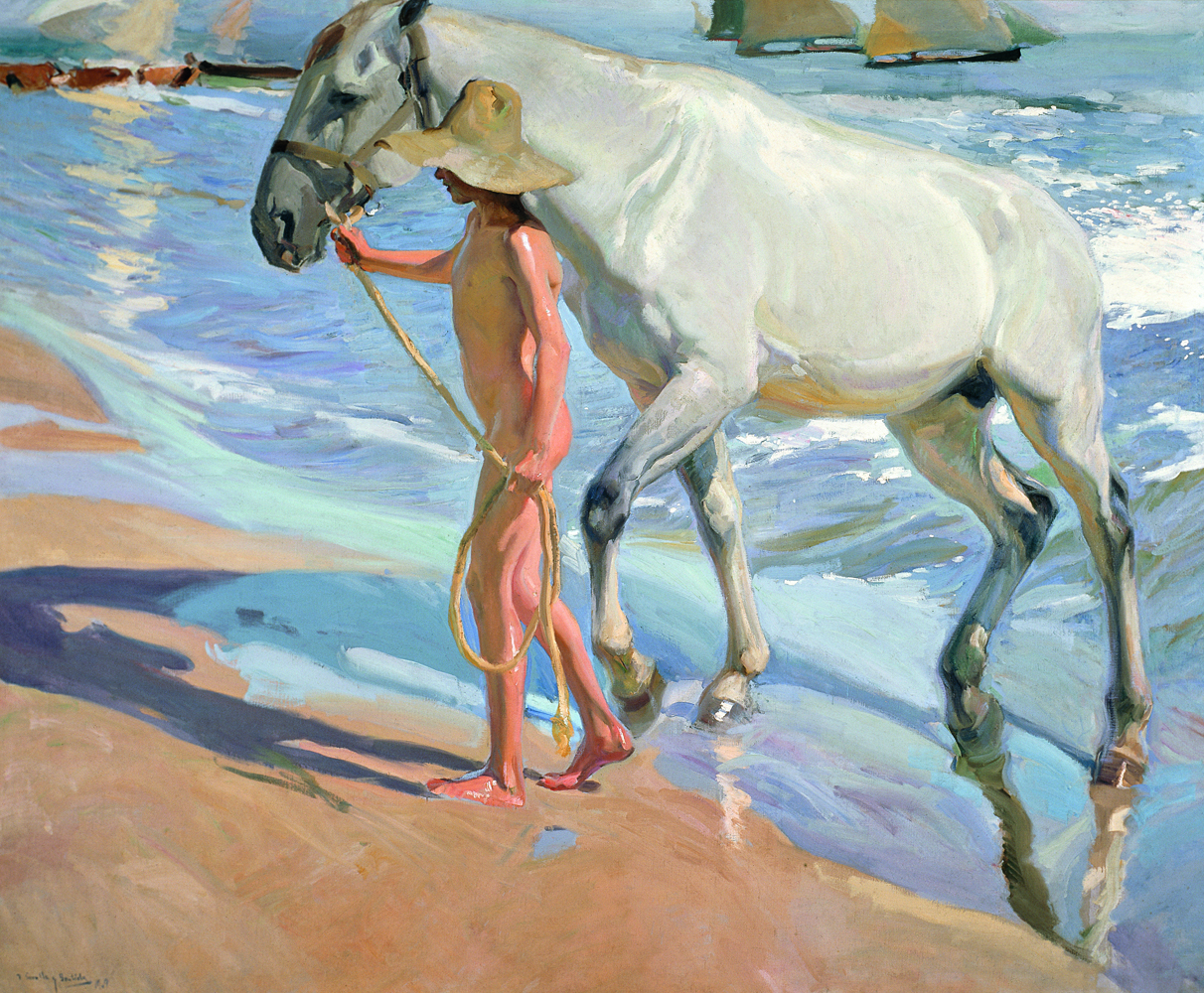
Il bagno del cavallo, di Joaquín Sorolla - Madrid - Museo Sorolla.

Oggi il cavallo è usato soprattutto in ambito sportivo (nelle innumerevoli discipline dell'equitazione e dell'ippica), circense, in alcune fasi della corrida spagnola, patria anche della disciplina dell'Alta Scuola. Altre nazioni, come la Francia con il Cadre Noir di Saumur e l'Austria con la Scuola di equitazione spagnola, hanno una grande tradizione di "Alta Scuola". In alcune zone rurali e laddove l'utilizzo delle moderne attrezzature meccaniche non è possibile, sopravvive l'utilizzo del cavallo come mezzo di trasporto e aiuto nel lavoro agricolo.
Un uso molto recente del cavallo, basato sia sulla fortissima carica emotiva connessa al rapporto uomo-cavallo che a peculiari aspetti psicomotori connessi all'equitazione, è la cosiddetta ippoterapia o "riabilitazione equestre", consistente nell'uso del cavallo come strumento di riabilitazione per le persone diversamente abili.

### Ferratura e finimenti
Il pareggio e la ferratura sono le due pratiche di gestione tradizionale dello zoccolo del cavallo, svolte dal maniscalco ad intervalli regolari per riprodurre artificialmente, nel cavallo domestico, il naturale consumo e indurimento delle strutture dello zoccolo, che nel cavallo selvaggio o nel cavallo in libertà è assicurato dal contatto diretto e continuo fra zoccolo e suolo senza che si verifichi una eccessiva usura o eccessiva crescita. Per cenni sull'anatomia, la nomenclatura e il meccanismo dello zoccolo vedi la relativa voce.
Nel corso del rapporto millenario fra uomo e cavallo, si è assistito ad una contemporanea evoluzione della bardatura del cavallo. L'ideazione dell'imboccatura, favorita dalla particolare anatomia della dentatura del cavallo, sembra essere contemporanea alla domesticazione. Molto posteriore l'invenzione della sella, ulteriormente migliorata dalla scoperta della staffa; altrettanto importante, per l'uso del cavallo da traino, l'invenzione del collare rigido. Ancora posteriore l'uso della ferratura, attribuita a popolazioni nordeuropee in epoca medioevale.

## Allevamento

### Razze
Da secoli l'uomo si è impegnato nella selezione morfologica e funzionale del cavallo, dando vita a diverse razze: ai giorni nostri se ne possono contare circa trecento.
La maggior parte delle razze equine oggi esistenti sono state create per fissare, se non migliorare i caratteri più desiderati. La selezione artificiale prevede quindi l'incrocio tra razze diverse e l'unione fra meticci, cioè esemplari nati da un incrocio. Nello scegliere i riproduttori ci si può basare su una selezione morfologica o funzionale (è il caso delle razze da corsa).
È probabile che, come accaduto per la selezione del cane, le varie popolazioni si siano trovate già di fronte a tipologie di cavalli con diverse caratteristiche fisiche a seconda dell'habitat in cui si erano sviluppate, senza alcuna selezione artificiale alle spalle. Secondo la maggior parte degli studiosi in origine vi erano quattro tipologie (due di pony e due di cavallo) con caratteristiche ben definite, perfettamente adattate all'ambiente in cui vivevano:
- Il tipo pony 1, simile al moderno pony Exmoor, si sarebbe sviluppato nell'Europa nord-occidentale, ed era perciò molto resistente all'umidità e alle basse temperature
- Il tipo pony 2, simile alle moderne razze Fjord e pony Highland, originario dell'Eurasia settentrionale, era più grande del primo ed anch'esso molto resistente al freddo
- Il tipo cavallo 1, simile alle moderne razze Sorraia e Akhal-Teke, presente nell'Asia centrale, aveva grande resistenza all'afa e alla sete
- Il tipo cavallo 2, simile al Caspian, proveniva dalle regioni più occidentali dell'Asia, era più piccolo e leggero del tipo cavallo 1, e come questo era molto resistente al caldo.[senza fonte]

Da successivi incroci tra questi tipi nacquero le varie razze equine, selezionate fortuitamente o più di frequente per volontà dell'uomo, in modo da adempiere perfettamente ai diversi ruoli che il cavallo ha avuto nella società (trasporto di persone, traino, soma, uso bellico, agricolo e sportivo).
Tra le varie razze, le più note a livello mondiale sono l'Arabo, il Purosangue inglese, l'Andaluso, le americane Quarter Horse, Appaloosa e Paint Horse, il Frisone, il Berbero, l'Akhal-Teke. Altre razze sportive europee sono il Selle français, l'Anglo-Arabo Francese, l'Hannover, l'Oldenburg, l'Hunter Irlandese, il KWPN, l'Avelignese.
Tra le razze di pony (termine che indica qualsiasi cavallo al di sotto di un metro e quarantotto centimetri al garrese) più apprezzate vi sono gli Shetland, i Welsh, i Connemara.

### Punteggio alla condizione fisica
La conformazione esterna del cavallo è un elemento di valutazione e di classificazione per l'uso specifico di lavoro o attività sportiva. Le forme del cavallo sono valutate in base alle varie regioni esterne e devono essere proporzionate in base alla morfologia della razza presa in esame.
1. Estremamente emaciato: totale assenza di grasso, colonna vertebrale visibile, pochissima muscolatura presente sulle ossa, anch'esse visibili.
2. Emaciato: poco grasso, poca muscolatura, ossa prominenti
3. Magro: costole visibili chiaramente, l'inizio della coda si vede, ma non si vedono le vertebre, il grasso copre i processi trasversi e parte di quelli spinosi delle vertebre.
4. Moderatamente magro: costole appena visibili, linea dorsale visibile come una leggera cresta
5. Moderato: le costole si sentono ma non si vedono, linea dorsale dritta
6. Moderatamente carnoso: grasso presente sulle costole e attorno all'origine della coda, la linea dorsale è dritta o incavata
7. Carnoso: piega dorsale definita, costole ricoperte da grasso ma ognuna può essere palpata, grasso su collo e groppa.
8. Grasso: linea dorsale incavata, collo spesso, grasso lungo il garrese, dietro le spalle e all'interno delle cosce.
9. Troppo grasso: linea dorsale molto incavata, grasso sporgente su collo, groppa, cosce, spalle, intorno alla coda.

Il punteggio ideale, in riferimento alle razze da sella, è:
4: per un cavallo sportivo;
5: per un puledro in crescita;
6: per un soggetto in riproduzione.
7: per un pony da scuola.

### Scuderizzazione

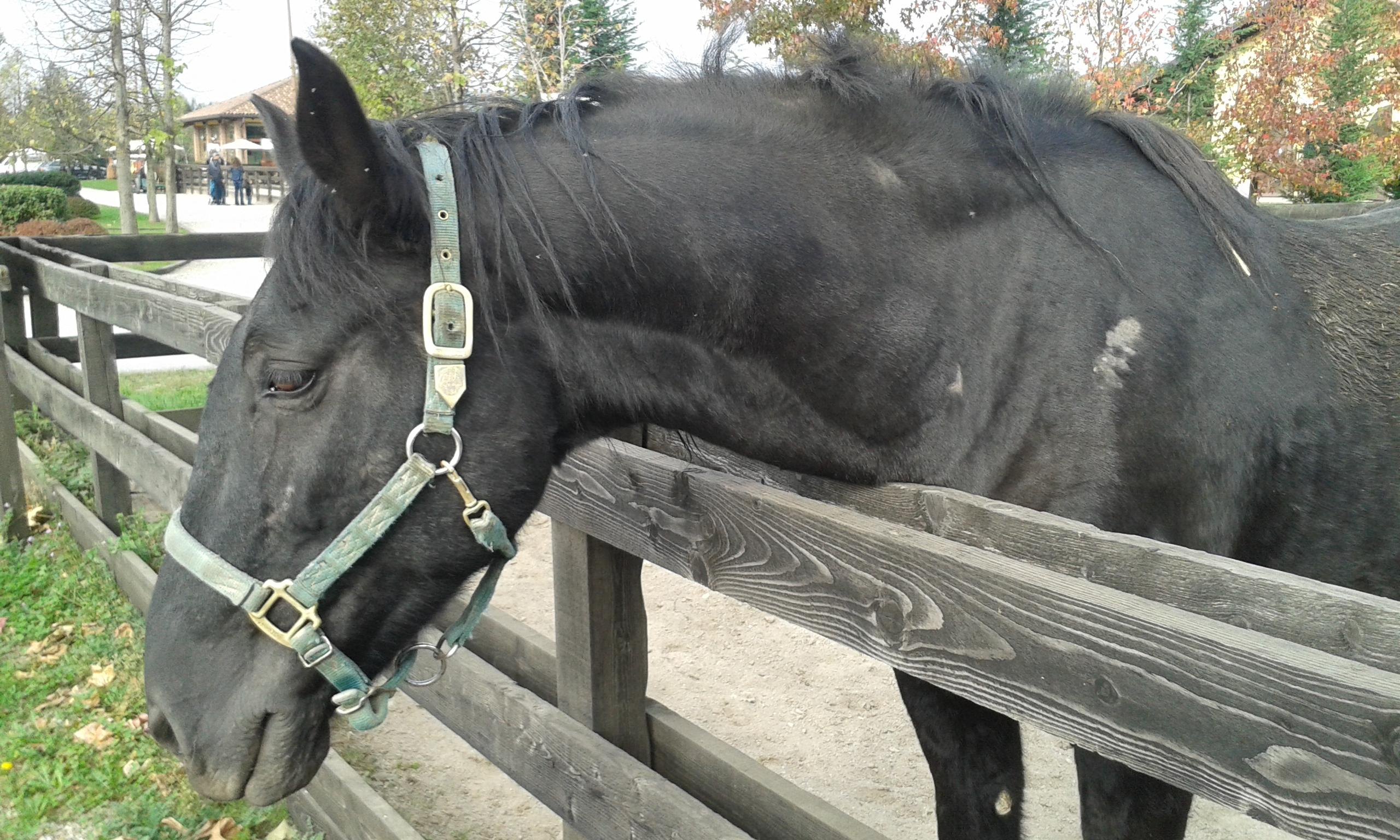
Cavallo in un maneggio

Vi sono vari modi di alloggiare il cavallo, ognuno con i suoi vantaggi e svantaggi. I più comuni sono:
- Sistemazione in box: si tratta di alloggi chiusi su ogni lato, di dimensioni adatte ad accogliere un singolo cavallo (generalmente dai quattro metri quadri in su), il cui pavimento viene coperto di lettiera da cambiare periodicamente. Spesso sono organizzati in file, con le porte dei box rivolte su un corridoio o un porticato ed aperte nella metà superiore perché vi sia una buona circolazione dell'aria e l'animale possa guardare fuori.
- Sistemazione in paddock: uno o più cavalli vengono alloggiati in recinti esterni più o meno grandi, generalmente con fondo in erba, sabbia o terra battuta. Solitamente i recinti sono realizzati in legno o tubi metallici (molto sconsigliati invece rete e filo spinato, che possono ferire gravemente l'animale) e resi più sicuri da un nastro elettrificato, che trasmettendo una lieve ed innocua scossa al contatto scoraggia l'animale dai tentativi di fuga. La presenza di una tettoia o di una capannina chiusa su tre lati garantisce all'animale il riparo da sole, neve o pioggia.
- Stabulazione libera: più frequente per l'allevamento dei bovini ma talvolta usata anche per i cavalli. Gli animali, generalmente in gran numero, vengono tenuti insieme in recinti coperti di buone dimensioni, cui si accede tramite un corridoio. Per questo tipo di alloggio è fondamentale che gli animali si conoscano, vadano d'accordo tra loro e che vengano evitati conflitti per il cibo o il giaciglio (predisponendo un numero adeguato di mangiatoie e grandi quantità di lettiera).
- Stabulazione fissa o in poste: i cavalli vengono tenuti costantemente legati, chiusi su tre lati da pareti, in spazi piuttosto esigui. Tale sistema di stabulazione è vietato in diversi paesi, difatti seppure comodo e adatto nei tempi relativamente brevi in cui l'animale viene pulito, vestito dei finimenti, ferrato o visitato in caso di cure mediche. Se viene adottato come alloggio fisso del cavallo si rivela assolutamente inadatto, impedendo all'animale di guardarsi intorno, muoversi liberamente, rotolarsi e sdraiarsi per dormire.

La normativa italiana in vigore consiglia di mantenere i cavalli all'aperto o, in caso di forzata stabulazione, di consentire la fruizione quotidiana di un paddock, compatibile con le caratteristiche morfologiche dell'animale.

### Addestramento

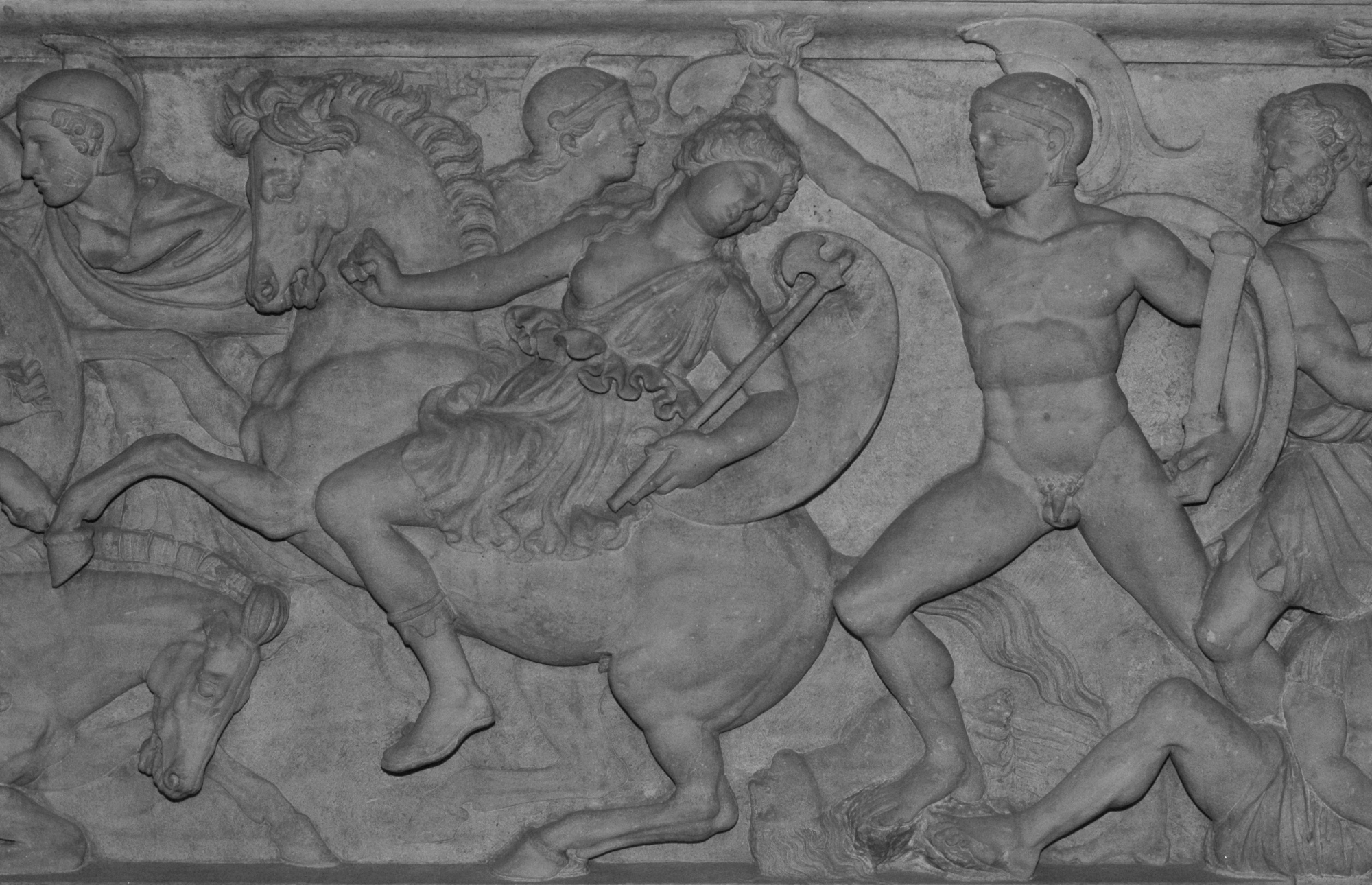
Amazzonomachia

Anche i temi dell'addestramento e della tecnica di monta hanno subito un'evoluzione storica e una differenziazione locale. In funzione delle necessità di utilizzo, si sono sviluppati stili e tecniche di addestramento differenziate; alcune tecniche tradizionali sono rimaste confinate a specifiche aree geografiche (monta da lavoro maremmana, Camargue, sudamericana ecc). Una particolare monta da lavoro, la "monta western", ha assunto un grande rilievo e viene largamente praticata anche a scopi di svago e sportivi. La cosiddetta "equitazione classica" europea, sviluppata particolarmente per scopi militari, ha avuto origine dalle Scuole di Equitazione dei famosi cavallerizzi italiani, primo fra tutti Giovan Battista Pignatelli. In ambito sportivo la vera e moderna rivoluzione è stato il "Sistema di Equitazione naturale" ideato dal capitano di cavalleria italiano Federico Caprilli. Venne così chiamato dallo stesso Caprilli, che per metterlo a punto studiò e capì il modo in cui assecondare sia i movimenti del cavallo che rispettarne la sua indole generosa e collaborativa; il metodo ha tanto successo che ancora oggi i risultati migliori nell'equitazione sportiva (salto ostacoli e completo) li ottengono i cavalieri che si attengono a questi dettami.
Le diverse tecniche di addestramento condividono comunque molti punti importanti, ed è sorprendente la modernità e la profondità delle considerazioni di Senofonte, intellettuale di scuola socratica e generale greco del IV secolo a.C., autore del celeberrimo trattato Sull'equitazione (Ἱππαρχικὸς ἢ περὶ ἱππικῆς).
Le tecniche di addestramento più moderne comprendono varie correnti della cosiddetta doma gentile o "natural horsemanship", che propone un approccio etologico, basato su un rapporto più paritario tra uomo e cavallo. Questo tipo di doma ha dimostrato in alcuni casi una maggiore efficacia rispetto ai metodi tradizionali, e per quanto sia ancora spesso motivo di discussioni e scontro tra i diversi esperti, ha certamente scatenato grande interesse e cresce il numero di persone che si dedicano all'uso di queste nuove metodologie. Tra queste si possono ricordare, ad esempio, i metodi TTouch, Parelli, Join Up e l'italiano Ranch Horsemanship.

## Carne
In passato la carne di cavallo proveniva da animali a fine carriera, oggi i cavalli sono allevati anche per la produzione di carne e vengono macellati entro i tre anni di età. La carne è destinata al consumo fresco e alla produzione di salumi.

## Latte
Tra le popolazioni dell'Asia centrale il latte di cavalla è tradizionalmente utilizzato sia per il consumo diretto che per la produzione di una bevanda fermentata, il kumis.

## Cavalli famosi

### Cavalli storici
- Bucefalo, cavallo di Alessandro Magno.
- Palomo, cavallo di Simón Bolívar.
- Asturcone, cavallo di Giulio Cesare.
- Drago, cavallo di Federico II di Svevia.
- Incitatus, cavallo di Caligola.
- Bavieca (o Babieca), cavallo di El Cid.
- Marengo, cavallo di Napoleone.
- Copenaghen, cavallo del Duca di Wellington.
- Favorito, cavallo di Carlo Alberto di Savoia utilizzato durante i moti del 1848.
- Marsala, cavallo di Giuseppe Garibaldi.
- Richmond, Jeff Davis, Brown-Roan, Lucy Long, Traveller, cavalli del Gen. Robert E. Lee.
- Reinzi, cavallo del Gen. Philip Henry Sheridan utilizzato nella carica di Cedar Creek.
- Little Sorrel, cavallo del Gen. Stonewall Jackson.
- Brigham, cavallo di Buffalo Bill.
- Vic, cavallo preferito del "Gen." George Armstrong Custer che partecipò alla battaglia di Little Big Horn.

### Cavalli da corsa
- Bellino II.
- Seabiscuit.
- Red Rum.
- Ribot.
- Tornese.
- Varenne.
- Man o' War.
- Secretariat.
- Nearco.
- Ruffian.
- Eclypse.
- Phar Lap.
- War Admiral.
- Kincsem.
- Lemon Dra.
- Hambletonian

- Carusi cavallo

## Religione e mito
Collegato nelle civiltà antiche dell'Oriente e dell'Occidente con una simbologia molto cupa, spesso ctonia, cioè legata al mondo terrestre e infero, il cavallo diventa poi, a poco a poco, simbolo del sole. I cavalli tirano il carro del Sole che è anche il carro di Apollo. Come Mitra, divinità solare indo-iranica, sale al cielo sul carro del sole, così il profeta biblico Elia s'innalza verso il cielo su un carro di fuoco che è trainato da cavalli (2 Libro dei Re 2, 11 s.). Il cavallo bianco dei Cavalieri dell'Apocalisse  lucente come il sole diventa il simbolo espresso della maestà; il suo cavaliere è colui che si chiama "fedele e verace", Cristo che accompagna l'esercito del cielo su cavalli bianchi (Apocalisse di Giovanni 6,2; 19, 11.15). I primi cristiani rappresentarono il cavallo come simbolo della gioia e della vittoria finale, specie sulle tombe dei martiri. Al contrario, presso i Padri della Chiesa, il cavallo simboleggiava voluttà, arroganza, desiderio.
Presso i Celti Epona era la dea dei cavalli e dei muli; questa divinità passerà poi nella civiltà romana. E presso molti popoli dell'antichità il cavaliere era sepolto con il cavallo, negli antichissimi kurgan delle steppe asiatiche così come nelle sepolture dei Celti, degli Avari, dei Longobardi.